# Закон на Гей-Люсак
Закон на Гей-Люсак е закон от физиката.
Френският химик Жозеф-Луи Гей-Люсак е открил два много важни закона, съответно през 1802 и по-късно през 1809 година. Законите на Гей-Люсак, Авогадро, Шарл и Бойл–Мариот, събрани заедно, дават закона за идеалния газ.

## Закон на Гей-Люсак за газовете (1802 г.)
Законът на Гей-Люсак за газовете гласи:
При постоянно налягане отношението между обема на идеален газ и неговата абсолютна температура е постоянна величина.
Ако например температурата на газа се увеличи, ще се увеличи и неговият обем, при условие че масата и налягането на газа останат постоянни. 
Математическа формулировка на закона на Гей-Люсак:
{\displaystyle {V}\propto {T}},
тоест
{\displaystyle {\frac {V}{T}}=const},
където:
V е обемът на газа;
T е температурата на газа.
Тази закономерност се нарича още закон за топлинното разширение на газовете. Той е един от най-важните закони във физиката.

## Закон на Гей-Люсак за обемите (1809 г.)
Законът на Гей-Люсак, открит през 1809 (или 1808) година, гласи:
Когато газовете реагират, произведените и използваните обеми, измерени при една и съща температура и налягане, са в отношения на малки цели числа.
Този закон изиграва много важна роля в развитието на модерната стехиометрия. През 1811 г. Амедео Авогадро използва закона на Гей-Люсак за обемите като основа на т.нар. закон на Авогадро.

## Наименование на закона
Гей-Люсак формулира закона през 1802 г. въз основа на данни от изследвания и експериментите на Жак Шарл, проведени през 1787 година, но останали непубликувани. Въпреки това е прието законът да носи само името на Гей-Люсак — както поради заслугата му за формулиране и публикуване на закона, така и с цел избягване на възможно объркване с друг закон, който също се отнася до газовете и е наречен на Жак Шарл.